# Buda Dalsza
Buda Dalsza (biał. Буда Дальняя; ros. Буда Дальняя) – wieś na Białorusi, w obwodzie witebskim, w rejonie szarkowszczyńskim, w sielsowiecie Jody.
Dawniej używane nazwy – Buda Ruska, Buda Daleka.

## Historia
W czasach zaborów zaścianek w gminie Jody, w powiecie dzisieńskim, w guberni wileńskiej Imperium Rosyjskiego. Pod koniec XIX wieku należała do dóbr Tadulin, własność Łopacińskich.
W latach 1921–1945 wieś leżała w Polsce, w województwie wileńskim, w powiecie dziśnieńskim (od 1926 w powiecie brasławskim), w gminie Jody, następnie w gminie Brasław.
Według Powszechnego Spisu Ludności z 1921 roku zamieszkiwało tu 78 osób, wszystkie były wyznania staroobrzędowego i zadeklarowali polską przynależność narodową. Było tu 13 budynków mieszkalnych. W 1931 w 13 domach zamieszkiwało 75 osób.
Wierni należeli do parafii prawosławnej w Jodach. Miejscowość podlegała pod Sąd Grodzki w Brasławiu i Okręgowy w Wilnie; właściwy urząd pocztowy mieścił się w Jodach.
W wyniku napaści ZSRR na Polskę we wrześniu 1939 miejscowość znalazła się pod okupacją sowiecką. 2 listopada została włączona do Białoruskiej SRR. Od czerwca 1941 roku pod okupacją niemiecką. W 1944 miejscowość została ponownie zajęta przez wojska sowieckie i włączona do Białoruskiej SRR.
Od 1991 w składzie niepodległej Białorusi.